# Grigory Misutin
Grigory Misutin (Olexandria, 29 de dezembro de 1970) é um ex-ginasta ucraniano que competiu em provas de ginástica artística, que competiu pela União Soviética, Equipe Unificada e Ucrânia.
Grigory fez parte da equipe que disputou os Jogos Olímpicos de Barcelona, em 1992, Espanha; e os Jogos Olímpicos de Atlanta, em 1996, Estados Unidos. Em suas duas participações olímpicas, conquistou seis medalhas, sendo uma de ouro. Em Mundiais, são nove conquistas; cinco douradas.

## Carreira
Misutin iniciou a prática do desporto em um clube local, sob os  cuidados de Nikolai Degtiariov. Aos dezenove anos, estreou em competições internacionais de grande porte. Represetando a União Soviética, participou do desafio Estados Unidos vs União Soviética, em 1989. Nele, conquistou o ouro por equipes e a quarta colocação no individual geral. No Campeonato Nacional Soviético, foi medalhista de bronze no evento geral. Dois anos depois, na Copa Europeia, foi ouro no solo, prata nas barras paralelas e bronze no geral, argolas e salto. Como último evento do ano, deu-se o Mundial de Indianápolis. No evento, o ginasta foi a cinco finais: por equipes, superou as seleções chinesa e japonesa para conquistar a medalha de ouro; no concurso geral, superou o compatriota Vitaly Scherbo e foi pela segunda vez o medalhista de ouro. O também soviético Valeri Liukin, completou o pódio dessa competição. Nas argolas, conquistou sua terceira medalha de ouro, superando o alemão Andreas Wecker, e o italiano Júri Chechi, prata e bronze, respectivamente.
Ao final de dezembro do mesmo ano, a União Soviética foi extinta, dando origem a Equipe Unificada,- conjunto de países que competiram em eventos esportivos -. Em 1992, nas Olimpíadas de Barcelona, Grigory representando a Equipe Unificada, foi medalhista de ouro nos eventos coletivos. Individualmente, foi medalhista de prata no individual geral e salto, superado pelo companheiro de equipe Vitaly Scherbo. Classificado para a final do solo, terminou novamente com a prata, atrás apenas do chinês Li Xiaoshuang. Como última final sendo a barra fixa, fora segundo colocado, empatado com o alemão Andreas Wecker. Ainda em 1992, no Campeonato Mundial de Paris, somou 9,862 pontos na barra fixa, e fora medalhista de ouro. Nas argolas, terminou na  terceira colocação, atrás do húngaro Szilveszter Csollany e do compatriota Scherbo.
No ano posterior, em mais uma edição do Mundial, agora representando a Ucrânia, Grigory; prejudicado por lesões, só terminou na 12ª colocação na final geral individual. Em 1994, competindo em Brisbane, foi apenas quarto no solo e oitavo no salto. Na mesma edição, nas provas coletivas, disputadas em Dortmund, conquistou a medalha de bronze. Em 1995, na Copa Suíça, foi ouro no individual geral e no salto sobre o cavalo. Na edição japonesa do Mundial, foi ouro na final do salto, e bronze nos exercícios de solo. Em 1996, competindo no maior evento do continente, o Campeonato Europeu de Copenhague, Grigory conquistou a terceira colocação na final do solo, e a prata na final coletiva Em meados de julho, disputou os Jogos Olímpicos de Atlanta. Neles, conquistou o bronze por equipes e a oitava colocação no solo. No Campeonato Mundial de San Juan, o ginasta conquistou apenas a medalha de bronze no solo, em prova vencida pelo antigo companheiro Vitaly Scherbo. No ano posterior, competou na Copa Suíça, sendo apenas sexto colocado no salto.
Após a realização do evento, o ginasta anunciou oficialmente sua aposentadoria do desporto, aos 27 anos de idade. Grigory é dono de uma famosa coleção de carimbos, além de ser treinador. Cargo esse que exerce desde de 2004, na Alemanha.

## Principais resultados
| Ano  | Evento                                    | AA                | Equipe            | Solo              | Cavalo com alças | Argolas           | Salto sobre o cavalo | Barras paralelas | Barra fixa       |
| ---- | ----------------------------------------- | ----------------- | ----------------- | ----------------- | ---------------- | ----------------- | -------------------- | ---------------- | ---------------- |
| 1989 | Copa Soviética                            | 6º                |                   |                   |                  |                   |                      |                  |                  |
| 1990 | Estados Unidos vs União Soviética         | 4º                | Medalha de ouro   |                   |                  |                   |                      |                  |                  |
| 1990 | Campeonato Nacional Soviético             | Medalha de bronze |                   |                   |                  |                   |                      |                  |                  |
| 1991 | Copa Europeia                             | Medalha de bronze |                   | Medalha de ouro   | Medalha de prata | Medalha de bronze | Medalha de bronze    | 8º               |                  |
| 1991 | Campeonato Mundial de Ginástica Artística | Medalha de ouro   | Medalha de ouro   |                   |                  | Medalha de ouro   |                      | 7º               | 7º               |
| 1992 | Jogos Olímpicos                           | Medalha de prata  | Medalha de ouro   | Medalha de prata  |                  |                   | Medalha de prata     |                  | Medalha de prata |
| 1992 | Campeonato Mundial de Ginástica Artística |                   |                   | 5º                |                  | Medalha de bronze |                      |                  | Medalha de ouro  |
| 1993 | Campeonato Mundial de Ginástica Artística | 12º               |                   |                   |                  |                   |                      |                  |                  |
| 1994 | Jogos da Amizade                          | 4º                |                   | Medalha de ouro   | Medalha de ouro  | 4º                | Medalha de ouro      | 8º               |                  |
| 1994 | Campeonato Mundial de Ginástica Artística |                   | Medalha de bronze | 4º                |                  |                   | 8º                   |                  |                  |
| 1995 | Copa do Mundo - Cottbus                   |                   |                   | Medalha de ouro   | Medalha de ouro  |                   | Medalha de ouro      |                  |                  |
| 1995 | Campeonato Mundial de Ginástica Artística |                   | 5º                | Medalha de bronze |                  |                   | Medalha de ouro      |                  |                  |
| 1996 | Campeonato Europeu                        |                   |                   | Medalha de bronze |                  |                   |                      |                  |                  |
| 1996 | Campeonato Mundial de Ginástica Artística |                   |                   | Medalha de bronze |                  |                   |                      | 8º               |                  |
| 1996 | Jogos Olímpicos                           |                   | Medalha de bronze | 5º                |                  |                   |                      |                  |                  |
| 1997 | Copa Suíça                                |                   |                   |                   |                  |                   | 6º                   |                  |                  |